# Stockhausen-Illfurth

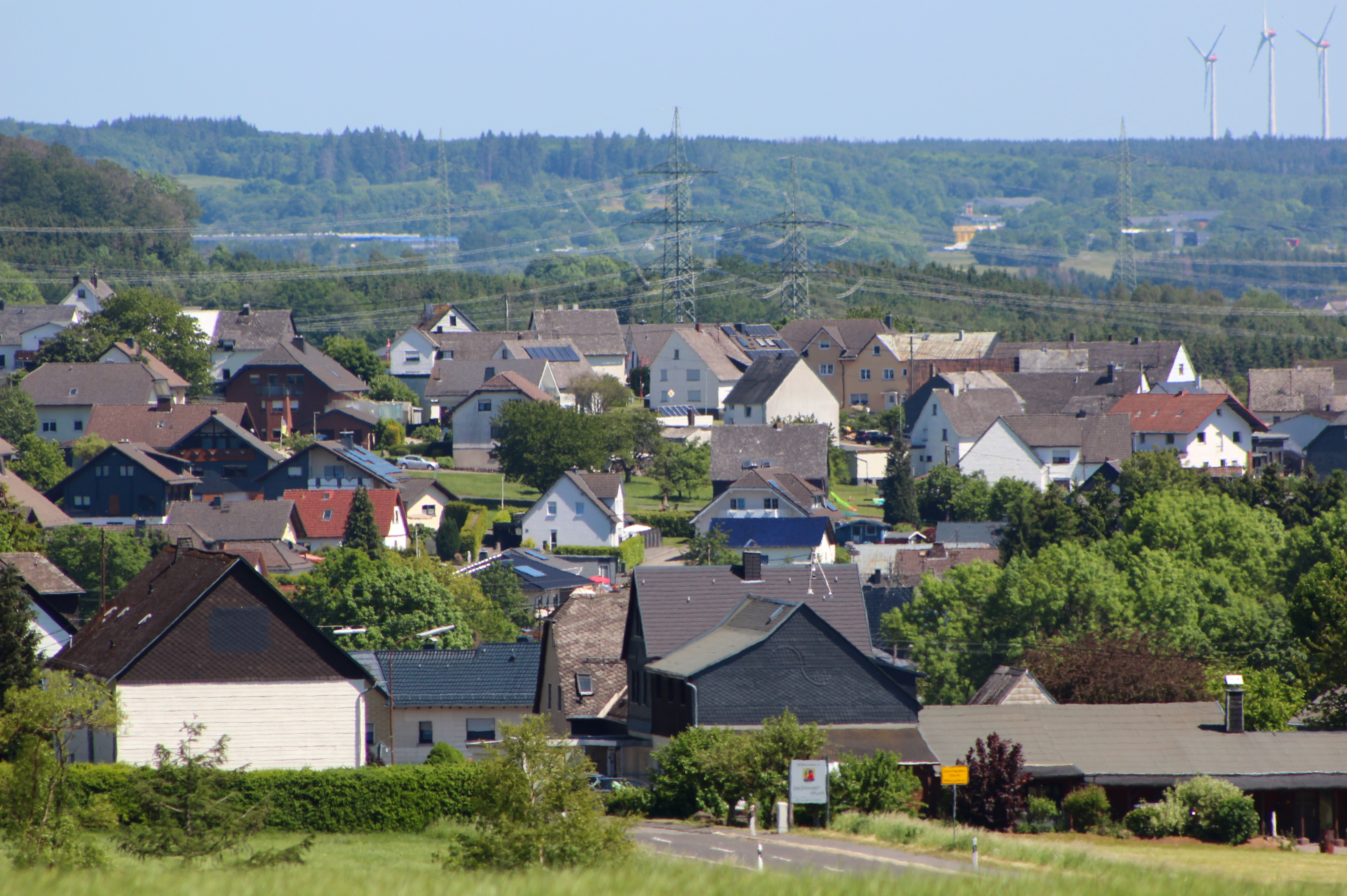
Ansicht von Stockhausen-Illfurth

Stockhausen-Illfurth (mundartlich: Stackese-Illfurt) ist eine Ortsgemeinde im Westerwaldkreis in Rheinland-Pfalz. Sie gehört der Verbandsgemeinde Bad Marienberg (Westerwald) an.

## Geographie
Die Gemeinde liegt im Westerwald zwischen Limburg und Siegen. Durch die Gemeinde fließt die Große Nister und die Schwarze Nister.
Zur Gemeinde gehört auch der Wohnplatz Waldhof.

## Geschichte
Der heutige Ortsteil Stockhausen dürfte aufgrund seines Namens in der Zeit vom 6. bis 11. Jahrhundert gegründet worden sein. Die erste urkundliche Erwähnung erfolgte um das Jahr 1500, als Ort, der zum Kirchspielgericht Marienberg gehörte. Illfurth wird erstmals 1438 und um 1490 als Westerburger Hubengericht erwähnt.
Im Jahre 1867 wurden die beiden zuvor selbständigen Gemeinden Stockhausen und Illfurth unter der preußischen Regierung zusammengelegt.
Bevölkerungsentwicklung
Die Entwicklung der Einwohnerzahl von Stockhausen-Illfurth bezogen auf das heutige Gemeindegebiet, die Werte von 1871 bis 1987 beruhen auf Volkszählungen:
| Jahr | Einwohner |
| ---- | --------- |
| 1815 | 122       |
| 1835 | 209       |
| 1871 | 247       |
| 1905 | 256       |
| 1939 | 336       |
| 1950 | 368       |
| 1961 | 380       |

| Jahr | Einwohner |
| ---- | --------- |
| 1970 | 399       |
| 1987 | 355       |
| 1997 | 351       |
| 2005 | 491       |
| 2011 | 487       |
| 2017 | 464       |
| 2023 | 418       |

## Politik

### Gemeinderat
Der Gemeinderat in Stockhausen-Illfurth besteht aus acht Ratsmitgliedern, die bei der Kommunalwahl am 9. Juni 2024 in einer Mehrheitswahl gewählt wurden, und dem ehrenamtlichen Ortsbürgermeister als Vorsitzendem.

### Bürgermeister
Sven Regner wurde am 19. Juli 2024 Ortsbürgermeister von Stockhausen-Illfurth, nachdem er bereits seit Ende 2023 die Amtsgeschäfte als bisheriger Erster Beigeordneter ausgeübt hatte. Bei der Direktwahl am 9. Juni 2024 war er als einziger Bewerber mit einem Stimmenanteil von 95,0 % für fünf Jahre gewählt worden.
Regners Vorgänger Günter Weinbrenner hatte das Amt im Dezember 2016 übernommen und war am 28. November 2023 verstorben.

### Wappen
| Wappen von Stockhausen-Illfurth | Blasonierung: „In Gold über erniedrigtem, blauem Wellenbalken, darin pfahlweise drei goldene Kugeln, vorne ein Lindenbaum in natürlichen Farben, aus einem Aststück ein blau-silberner Wasserstrahl linkswärts fließend, hinten eine leicht gebeugte, hersehende, rotgewandete Dame mit goldenen Manschetten, Kragen und blauem Umhang in natürlichen Farben, eine rot-blau-silberne Gebende über schwarzem Haarnetz tragend, die Rechte gestreckt, den Gewandrock haltend, in der Linken am angewinkelten Arm ein blaues Buch im Goldschnitt, darauf ein goldenes Kreuz.“ |
| Wappen von Stockhausen-Illfurth | Wappenbegründung: Die Dame in Rot ist der Sage nach die fromme (Buch mit Kreuz) Ilse aus Seck auf ihrem Wallfahrtsweg zur Marienquelle in Marienberg, wo sie eine Furt (die drei goldenen Kreise) über die Nister (blauer Wellenbalken) fand (Ilsenfurt). Am Stockbrunnen von Stockhausen (Lindenbaum mit blau-silbernem Wasserstrahl) erquickte sie sich. |

## Kultur und Sehenswürdigkeiten
→ Siehe Liste der Kulturdenkmäler in Stockhausen-Illfurth

## Verkehr
- Nördlich des Ortes verläuft die Bundesstraße 414, die von Hohenroth nach Hachenburg führt.
- Die nächste Autobahnanschlussstelle ist Haiger/Burbach an der Bundesautobahn 45 (Dortmund–Hanau), etwa 22 Kilometer entfernt.
- Der nächstgelegene ICE-Halt ist der Bahnhof Montabaur an der Schnellfahrstrecke Köln–Rhein/Main.